# Partula hyalina
Espèce
Statut de conservation UICN

 VU B2ab(ii,iv) : Vulnérable
Partula hyalina est une espèce d'escargot terrestre appartenant à la famille des Partulidae. Endémique aux îles de la Société, en Polynésie française, cette espèce est menacée de disparition.
Elle a été introduite dans deux des îles Cook.